# Mijn houten hart
Mijn houten hart is een nummer van de Nederlandse band De Poema's. Het nummer verscheen op 2 juli 1999 als de debuutsingle van de groep. In 2003 werd de single tevens uitgebracht als het derde nummer op hun enige album Best of De Poema's.

## Achtergrond
De Poema's is een samenwerking tussen het zang- en cabaretduo Acda & De Munnik en de band Van Dik Hout, die met "Mijn houten hart" hun eerste gezamenlijke nummer maakten. Later zouden de nummer 1-hit "Zij maakt het verschil" en de kleinere hit "Ik mis niets" volgen, evenals een afsluitend album onder de titel Best of De Poema's, waar de hiervoor genoemde nummers ook allemaal op verschenen. Ten tijde van de uitgave van "Mijn houten hart" werd de indruk gewekt dat het een jeugdband was die na jaren weer bij elkaar kwam. Het grootste deel van de leadzang in het nummer is afkomstig van Van Dik Hout-zanger Martin Buitenhuis, terwijl Thomas Acda op de tweede stem te horen is. Paul de Munnik is de zanger van de brug van het nummer.
In de videoclip van "Mijn houten hart" is te zien hoe de band het nummer opneemt, afgewisseld met beelden waarin zij het live zingen. Aan het eind van de clip is ook Paul de Leeuw te zien, die volgens de verhalen ook deel zou hebben uitgemaakt van de jeugdband, die zich afvraagt wanneer hij gebeld wordt om deel te nemen aan de reünie. 
De single was in week 26 van 1999 de 330e Megahit op Radio 3FM en   werd een grote hit. De single bereikte de 4e positie in de publieke hitlijst; destijds de Mega Top 100 op Radio 3FM. In de Nederlandse Top 40 op Radio 538 werd de 7e positie bereikt.
In België (Vlaanderen) behaalde de single géén notering in zowel de Vlaamse Ultratop 50 als de Vlaamse Radio 2 Top 30.
In de zomer van 2006 zong De Leeuw het nummer alsnog, in duet met Idols 3-zangeres Raffaëla Paton. Hun versie behaalde de Nederlandse Top 40 en de Mega Top 50 niet, maar kwam wél tot de 18e positie in de Single Top 100.
Deze versie behaalde in België (Vlaanderen) géén notering in beide Vlaamse hitlijsten.

## Hitnoteringen

### De Poema's

#### Nederlandse Top 40
| Hitnotering: 17-07-1999 t/m 23-10-1999 | Hitnotering: 17-07-1999 t/m 23-10-1999 | Hitnotering: 17-07-1999 t/m 23-10-1999 | Hitnotering: 17-07-1999 t/m 23-10-1999 | Hitnotering: 17-07-1999 t/m 23-10-1999 | Hitnotering: 17-07-1999 t/m 23-10-1999 | Hitnotering: 17-07-1999 t/m 23-10-1999 | Hitnotering: 17-07-1999 t/m 23-10-1999 | Hitnotering: 17-07-1999 t/m 23-10-1999 | Hitnotering: 17-07-1999 t/m 23-10-1999 | Hitnotering: 17-07-1999 t/m 23-10-1999 | Hitnotering: 17-07-1999 t/m 23-10-1999 | Hitnotering: 17-07-1999 t/m 23-10-1999 | Hitnotering: 17-07-1999 t/m 23-10-1999 | Hitnotering: 17-07-1999 t/m 23-10-1999 | Hitnotering: 17-07-1999 t/m 23-10-1999 | Hitnotering: 17-07-1999 t/m 23-10-1999 |
| Week                                   | 1                                      | 2                                      | 3                                      | 4                                      | 5                                      | 6                                      | 7                                      | 8                                      | 9                                      | 10                                     | 11                                     | 12                                     | 13                                     | 14                                     | 15                                     |                                        |
| -------------------------------------- | -------------------------------------- | -------------------------------------- | -------------------------------------- | -------------------------------------- | -------------------------------------- | -------------------------------------- | -------------------------------------- | -------------------------------------- | -------------------------------------- | -------------------------------------- | -------------------------------------- | -------------------------------------- | -------------------------------------- | -------------------------------------- | -------------------------------------- | -------------------------------------- |
| Positie                                | 23                                     | 22                                     | 18                                     | 12                                     | 9                                      | 7                                      | 7                                      | 7                                      | 9                                      | 10                                     | 11                                     | 20                                     | 29                                     | 29                                     | 32                                     | uit                                    |

#### Mega Top 100
| Hitnotering: 10-07-1999 t/m 27-11-1999 | Hitnotering: 10-07-1999 t/m 27-11-1999 | Hitnotering: 10-07-1999 t/m 27-11-1999 | Hitnotering: 10-07-1999 t/m 27-11-1999 | Hitnotering: 10-07-1999 t/m 27-11-1999 | Hitnotering: 10-07-1999 t/m 27-11-1999 | Hitnotering: 10-07-1999 t/m 27-11-1999 | Hitnotering: 10-07-1999 t/m 27-11-1999 | Hitnotering: 10-07-1999 t/m 27-11-1999 | Hitnotering: 10-07-1999 t/m 27-11-1999 | Hitnotering: 10-07-1999 t/m 27-11-1999 | Hitnotering: 10-07-1999 t/m 27-11-1999 | Hitnotering: 10-07-1999 t/m 27-11-1999 | Hitnotering: 10-07-1999 t/m 27-11-1999 | Hitnotering: 10-07-1999 t/m 27-11-1999 | Hitnotering: 10-07-1999 t/m 27-11-1999 | Hitnotering: 10-07-1999 t/m 27-11-1999 | Hitnotering: 10-07-1999 t/m 27-11-1999 | Hitnotering: 10-07-1999 t/m 27-11-1999 | Hitnotering: 10-07-1999 t/m 27-11-1999 | Hitnotering: 10-07-1999 t/m 27-11-1999 | Hitnotering: 10-07-1999 t/m 27-11-1999 | Hitnotering: 10-07-1999 t/m 27-11-1999 |
| Week                                   | 1                                      | 2                                      | 3                                      | 4                                      | 5                                      | 6                                      | 7                                      | 8                                      | 9                                      | 10                                     | 11                                     | 12                                     | 13                                     | 14                                     | 15                                     | 16                                     | 17                                     | 18                                     | 19                                     | 20                                     | 21                                     |                                        |
| -------------------------------------- | -------------------------------------- | -------------------------------------- | -------------------------------------- | -------------------------------------- | -------------------------------------- | -------------------------------------- | -------------------------------------- | -------------------------------------- | -------------------------------------- | -------------------------------------- | -------------------------------------- | -------------------------------------- | -------------------------------------- | -------------------------------------- | -------------------------------------- | -------------------------------------- | -------------------------------------- | -------------------------------------- | -------------------------------------- | -------------------------------------- | -------------------------------------- | -------------------------------------- |
| Positie                                | 47                                     | 24                                     | 18                                     | 11                                     | 8                                      | 8                                      | 5                                      | 5                                      | 4                                      | 7                                      | 8                                      | 13                                     | 17                                     | 22                                     | 27                                     | 28                                     | 34                                     | 42                                     | 51                                     | 61                                     | 79                                     | uit                                    |

#### NPO Radio 2 Top 2000
| Nummer met noteringen in de NPO Radio 2 Top 2000 | '05 | '06 | '07 | '08 | '09 | '10 | '11 | '12 | '13 | '14 | '15 | '16 | '17 | '18 | '19 | '20 | '21  | '22  | '23 | '24 |
| ------------------------------------------------ | --- | --- | --- | --- | --- | --- | --- | --- | --- | --- | --- | --- | --- | --- | --- | --- | ---- | ---- | --- | --- |
| Mijn houten hart                                 | 791 | 293 | 431 | 645 | 332 | 346 | 386 | 562 | 494 | 590 | 577 | 593 | 670 | 654 | 744 | 855 | 1019 | 1012 | 822 | 999 |

1. ↑  Een vetgedrukt getal geeft de hoogste notering aan.
2. ↑  2005 was het eerste jaar met een notering voor dit nummer.

### Paul de Leeuw & Raffaëla

#### Single Top 100
| Hitnotering: 17-06-2006 t/m 14-10-2006 | Hitnotering: 17-06-2006 t/m 14-10-2006 | Hitnotering: 17-06-2006 t/m 14-10-2006 | Hitnotering: 17-06-2006 t/m 14-10-2006 | Hitnotering: 17-06-2006 t/m 14-10-2006 | Hitnotering: 17-06-2006 t/m 14-10-2006 | Hitnotering: 17-06-2006 t/m 14-10-2006 | Hitnotering: 17-06-2006 t/m 14-10-2006 | Hitnotering: 17-06-2006 t/m 14-10-2006 | Hitnotering: 17-06-2006 t/m 14-10-2006 | Hitnotering: 17-06-2006 t/m 14-10-2006 | Hitnotering: 17-06-2006 t/m 14-10-2006 | Hitnotering: 17-06-2006 t/m 14-10-2006 | Hitnotering: 17-06-2006 t/m 14-10-2006 | Hitnotering: 17-06-2006 t/m 14-10-2006 | Hitnotering: 17-06-2006 t/m 14-10-2006 | Hitnotering: 17-06-2006 t/m 14-10-2006 | Hitnotering: 17-06-2006 t/m 14-10-2006 | Hitnotering: 17-06-2006 t/m 14-10-2006 | Hitnotering: 17-06-2006 t/m 14-10-2006 |
| Week                                   | 1                                      | 2                                      | 3                                      | 4                                      | 5                                      | 6                                      | 7                                      | 8                                      | 9                                      | 10                                     | 11                                     | 12                                     | 13                                     | 14                                     | 15                                     | 16                                     | 17                                     | 18                                     |                                        |
| -------------------------------------- | -------------------------------------- | -------------------------------------- | -------------------------------------- | -------------------------------------- | -------------------------------------- | -------------------------------------- | -------------------------------------- | -------------------------------------- | -------------------------------------- | -------------------------------------- | -------------------------------------- | -------------------------------------- | -------------------------------------- | -------------------------------------- | -------------------------------------- | -------------------------------------- | -------------------------------------- | -------------------------------------- | -------------------------------------- |
| Positie                                | 63                                     | 18                                     | 33                                     | 31                                     | 28                                     | 40                                     | 48                                     | 51                                     | 48                                     | 50                                     | 39                                     | 52                                     | 51                                     | 59                                     | 70                                     | 71                                     | 74                                     | 83                                     | uit                                    |